# تن (یکا)
تن  (به انگلیسی: tonne) یا t یکای جرم است.

- یکای اندازه گیری جرم برابر با ۱۰۰۰ کیلوگرم و حدود ۲,۲۰۴.۶ پوند.
- در آمریکای شمالی، یک تن سرمایشی برابر هست  ۱۲٬۰۰۰ یکای گرمایی بریتانیایی بر ساعت (۳٬۵۱۷ وات)